# Matteo Rubin
Matteo Rubin (Bassano del Grappa, 9 luglio 1987) è un calciatore italiano, difensore dell'Academy Plateola 1911.

## Caratteristiche tecniche
Gioca come terzino sinistro. Può essere impiegato come laterale sinistro in un modulo che prevede la difesa a tre.

## Carriera

### Club

#### Inizi e Torino
Cresciuto nelle giovanili del Cittadella, esordisce in Serie C1 il 23 ottobre 2005, nel corso di Salernitana-Cittadella (1-0) subentrando ad Alessio Sestu all'84'.
Dopo due stagioni in Veneto, il 3 luglio 2007 viene acquistato in compartecipazione dal Torino. Debutta in Serie A a 20 anni il 25 agosto 2007, entrando al posto di Natali al 62' nel corso di Lazio-Torino (2-2). Il 30 settembre 2007 disputa il suo primo derby entrando al 69' in Torino-Juventus (0-1).
Il 24 ottobre 2007 viene operato al legamento del crociato anteriore sinistro, operazione che lo terrà fermo per gran parte della stagione. Rientra in campo il 13 aprile 2008 disputando i minuti finali di Genoa-Torino (3-0).
Il 10 giugno 2008 il Torino acquisisce la totale proprietà del cartellino. A fine stagione 2008-2009 il club di Urbano Cairo retrocede in Serie B. Il 20 novembre 2009 prolunga il suo contratto fino al 30 giugno 2013. Il 1º maggio 2010 realizza il suo primo gol in maglia granata nell'occasione della partita con il Gallipoli, poi vinta 2-0, segnando un gol da fuori area.

#### Bologna e Parma
Il 20 agosto 2010 si trasferisce in prestito secco al Bologna nell'ambito dell'operazione che porta Marco Bernacci a compiere il percorso inverso.
Il 6 agosto 2011 passa in prestito al Parma. Esordisce con i ducali l'11 settembre 2011 alla 2ª giornata in Juventus-Parma (4-1), giocando titolare.
Il 3 gennaio 2012 torna in prestito al Bologna. Il 6 maggio, in Bologna-Napoli, segna il suo primo gol in Serie A, realizzando la rete che chiude la partita sul 2-0.

#### Siena e prestiti a Hellas Verona e ChievoVerona
Il 13 luglio 2012 passa in compartecipazione dal Torino al Siena, nell'operazione che rientra nell'affare che ha visto la cessione al club granata del centrocampista Alessandro Gazzi. Ha debuttato con la nuova maglia il 19 agosto subentrando a Del Grosso al minuto 85 nella sfida di Coppa Italia vinta contro il L.R. Vicenza per 4-2. Debutta in campionato il 16 settembre 2012 contro l'Udinese nella partita terminata 2-2.
Il 2 settembre 2013 passa in prestito all'Hellas Verona dove però trova poco spazio.
Il 24 gennaio 2014, dopo aver giocato solo una partita con il Verona in Coppa Italia, passa all'altra squadra di Verona, il Chievo, in prestito con diritto di riscatto, dove contribuisce alla salvezza senza però esserne riscattato.
Dopo essere tornato dal prestito, rimane svincolato a causa del fallimento del Siena.

#### Modena e Foggia
Nel luglio 2014 viene ingaggiato dal Modena, con cui disputa due buoni campionati di Serie B, nel primo anno salvandosi ai playout ma nel secondo al squadra retrocede.
Nell'agosto 2016 passa al Foggia in Lega Pro gir. C.
Il 23 aprile 2017 conquista, con la squadra pugliese, la promozione in serie B.
Resta in Puglia anche per i due successivi campionati di Serie B, passando in prestito all'Ascoli a gennaio 2019 per gli ultimi 6 mesi della stagione 2018-2019 e collezionando 8 presenze con i marchigiani.

#### Reggina
Nella stagione 2019-2020 passa a titolo definitivo alla Reggina, esordendo in campionato il 25 agosto 2019 nella gara contro la Virtus Francavilla. Realizza la sua prima rete in maglia amaranto il 23 febbraio 2020 in occasione della partita casalinga Reggina-Paganese finita con il risultato di 3-0. Nella stagione 2020/21 si trasferisce all'Alessandria, dove è protagonista nella finale playoff di Serie C contro il Padova, con entrambe le finaliste giunte seconde nei rispettivi gironi al termine della stagione regolare. Suo il rigore decisivo nella serie dei tiri di rigore finali dopo che le finaliste avevano impattato 0-0 al termine dei tempi supplementari.
Nel 2021-22 va alla Vis Pesaro, mentre nell'estate 2022 si accorda con i Veneti del Campodarsego, in Serie D. 
A Gennaio 2023 si trasferisce all'Arcella Padova militante nel campionato di Eccellenza veneto. Nella stagione successiva indossa la casacca gialloverde dell'Academy Plateola 1911, la società di Piazzola sul Brenta (PD) che partecipa al campionato di Eccellenza veneto: l'esperienza si conclude alla fine del girone d'andata con la rescissione del contratto che lo legava al sodalizio padovano.

### Nazionale
Dopo aver collezionato una presenza nella Nazionale Under-20, il 12 ottobre 2007 esordisce in Nazionale Under-21 nella partita contro la Croazia, vinta per 2-0 e valevole per la qualificazione al Campionato europeo di calcio Under-21 2009. Il 16 ottobre 2007, durante la partita Grecia-Italia (2-2), s'infortuna subendo la rottura dei legamenti del ginocchio sinistro.

## Statistiche

### Presenze e reti nei club
Statistiche aggiornate al 24 aprile 2022.
| Stagione          | Squadra           | Campionato        | Campionato | Campionato | Coppe nazionali | Coppe nazionali | Coppe nazionali | Coppe continentali | Coppe continentali | Coppe continentali | Altre coppe | Altre coppe | Altre coppe | Totale | Totale |
| Stagione          | Squadra           | Comp              | Pres       | Reti       | Comp            | Pres            | Reti            | Comp               | Pres               | Reti               | Comp        | Pres        | Reti        | Pres   | Reti   |
| ----------------- | ----------------- | ----------------- | ---------- | ---------- | --------------- | --------------- | --------------- | ------------------ | ------------------ | ------------------ | ----------- | ----------- | ----------- | ------ | ------ |
| 2005-2006         | Cittadella        | C1                | 6          | 0          | CI+CI-C         | 1+0             | 0               | -                  | -                  | -                  | -           | -           | -           | 7      | 0      |
| 2006-2007         | Cittadella        | C1                | 18         | 0          | CI+CI-C         | 0               | 0               | -                  | -                  | -                  | -           | -           | -           | 18     | 0      |
| Totale Cittadella | Totale Cittadella | Totale Cittadella | 24         | 0          |                 | 1               | 0               |                    | -                  | -                  |             | -           | -           | 25     | 0      |
| 2007-2008         | Torino            | A                 | 6          | 0          | CI              | 0               | 0               | -                  | -                  | -                  | -           | -           | -           | 6      | 0      |
| 2008-2009         | Torino            | A                 | 27         | 0          | CI              | 2               | 0               | -                  | -                  | -                  | -           | -           | -           | 29     | 0      |
| 2009-2010         | Torino            | B                 | 34+4       | 1          | CI              | 0               | 0               | -                  | -                  | -                  | -           | -           | -           | 38     | 1      |
| Totale Torino     | Totale Torino     | Totale Torino     | 67+4       | 1          |                 | 2               | 0               |                    | -                  | -                  |             | -           | -           | 73     | 1      |
| 2010-2011         | Bologna           | A                 | 29         | 0          | CI              | 1               | 0               | -                  | -                  | -                  | -           | -           | -           | 30     | 0      |
| 2011-gen. 2012    | Parma             | A                 | 4          | 0          | CI              | 2               | 0               | -                  | -                  | -                  | -           | -           | -           | 6      | 0      |
| gen.-giu. 2012    | Bologna           | A                 | 10         | 1          | CI              | -               | -               | -                  | -                  | -                  | -           | -           | -           | 10     | 1      |
| Totale Bologna    | Totale Bologna    | Totale Bologna    | 39         | 1          |                 | 1               | 0               |                    | -                  | -                  |             | -           | -           | 40     | 1      |
| 2012-2013         | Siena             | A                 | 25         | 0          | CI              | 1               | 0               | -                  | -                  | -                  | -           | -           | -           | 26     | 0      |
| 2013-gen. 2014    | Verona            | A                 | 0          | 0          | CI              | 1               | 0               | -                  | -                  | -                  | -           | -           | -           | 1      | 0      |
| gen.-giu. 2014    | Chievo            | A                 | 9          | 0          | CI              | -               | -               | -                  | -                  | -                  | -           | -           | -           | 9      | 0      |
| 2014-2015         | Modena            | B                 | 34+1       | 0          | CI              | 3               | 0               | -                  | -                  | -                  | -           | -           | -           | 38     | 0      |
| 2015-2016         | Modena            | B                 | 40         | 1          | CI              | 1               | 0               | -                  | -                  | -                  | -           | -           | -           | 41     | 1      |
| lug.-ago. 2016    | Modena            | LP                | -          | -          | CI+CI-LP        | 1+0             | 0               | -                  | -                  | -                  | -           | -           | -           | 1      | 0      |
| Totale Modena     | Totale Modena     | Totale Modena     | 74+1       | 1          |                 | 5               | 0               |                    | -                  | -                  |             | -           | -           | 80     | 1      |
| ago. 2016-2017    | Foggia            | LP                | 36         | 2          | CI+CI-LP        | 0+0             | 0               | -                  | -                  | -                  | SLP         | 2           | 0           | 38     | 2      |
| 2017-2018         | Foggia            | B                 | 14         | 0          | CI              | 2               | 0               | -                  | -                  | -                  | -           | -           | -           | 16     | 0      |
| 2018-gen. 2019    | Foggia            | B                 | 6          | 0          | CI              | 1               | 0               | -                  | -                  | -                  | -           | -           | -           | 7      | 0      |
| Totale Foggia     | Totale Foggia     | Totale Foggia     | 56         | 2          |                 | 3               | 0               |                    | -                  | -                  |             | 2           | 0           | 61     | 2      |
| gen.- giu. 2019   | Ascoli            | B                 | 8          | 0          | CI              | 0               | 0               | -                  | -                  | -                  | -           | -           | -           | 8      | 0      |
| 2019-2020         | Reggina           | C                 | 11         | 1          | CI+CI-C         | 2+1             | 0               | -                  | -                  | -                  | -           | -           | -           | 14     | 1      |
| 2020-2021         | Alessandria       | C                 | 19+2       | 0          | CI              | 2               | 0               | -                  | -                  | -                  | -           | -           | -           | 23     | 0      |
| 2021-2022         | Vis Pesaro        | C                 | 21         | 1          | CI-C            | 0               | 0               | -                  | -                  | -                  | -           | -           | -           | 21     | 1      |
| Totale carriera   | Totale carriera   | Totale carriera   | 357+7      | 7          |                 | 21              | 0               |                    | -                  | -                  |             | 2           | 0           | 382    | 7      |

## Palmarès
- Lega Pro: 1

Foggia: 2016-2017
- Supercoppa di Lega Pro: 1

Foggia: 2017
- Serie C: 1

Reggina: 2019-2020 (girone C)